# Kaestneria longissima
Kaestneria longissima är en spindelart som först beskrevs av Zhu och Wen 1983.  Kaestneria longissima ingår i släktet Kaestneria och familjen täckvävarspindlar. Inga underarter finns listade i Catalogue of Life.